# Revue des Deux Mondes

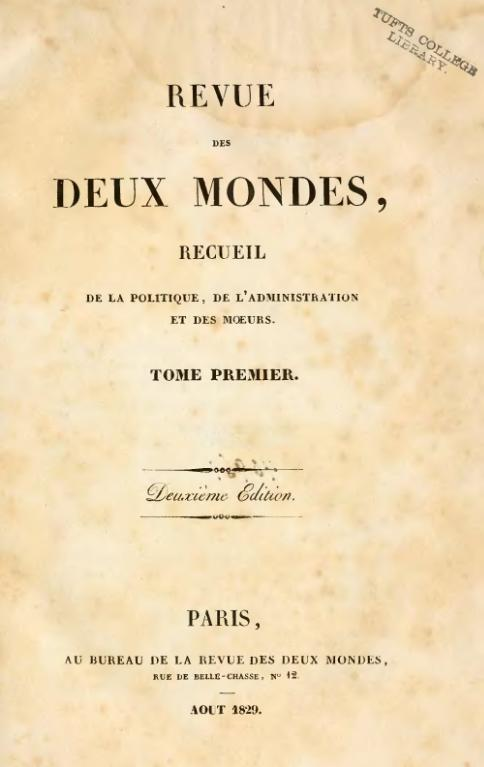
Capa da revista de uma das edições do século XIX

Revue des Deux Mondes é uma revista francesa. É uma das revistas mais antigas em circulação na Europa.
Fundada por Prosper Maurois e Ségur-Dupeyron, sua primeira aparição ocorreu em 1 de Agosto de 1829. Em 1831, Charles Buloz comprou a revista. Em 1945, a revista mudou de título e em 1956 ela fundiu-se com a Hommes et Mondes e convertida em uma revista mensal (outrora bimestral) em 1969. Em 1982, a publicação retorna ao seu título original, bem como a sua periodicidade bimestral.

## Ligação externa
- Site da revista
- Gallica Bibliotheque